# 埃迪·胡巴赫尔
埃迪·胡巴赫尔（德語：Edy Hubacher，1940年4月15日—1969年5月10日），瑞士男子雪车、田径运动员。他曾代表瑞士参加1972年冬季奥林匹克运动会雪车比赛，获得一枚金牌和一枚铜牌。